# Corydalis erdelii
Corydalis erdelii là một loài thực vật có hoa trong họ Anh túc. Loài này được Zucc. mô tả khoa học đầu tiên năm 1843.